# لناپنم
لناپنم (انگلیسی: Lenapenem) یک داروی آنتی بیوتیک کارباپنم است.